# 12のヴァイオリンソナタ 作品2 (ヴィヴァルディ)

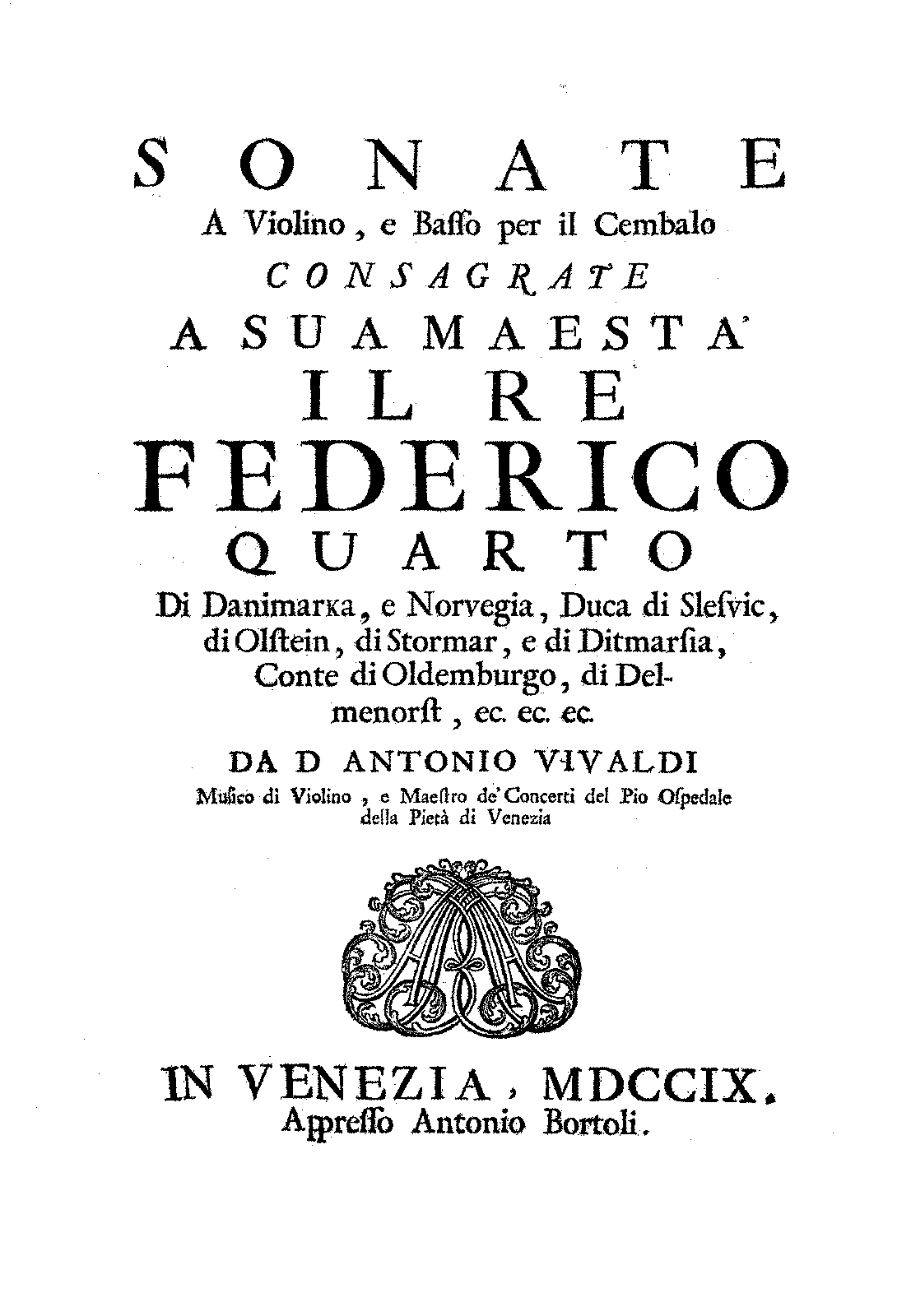
ヴェネツィアで出版された作品2の初版の表紙

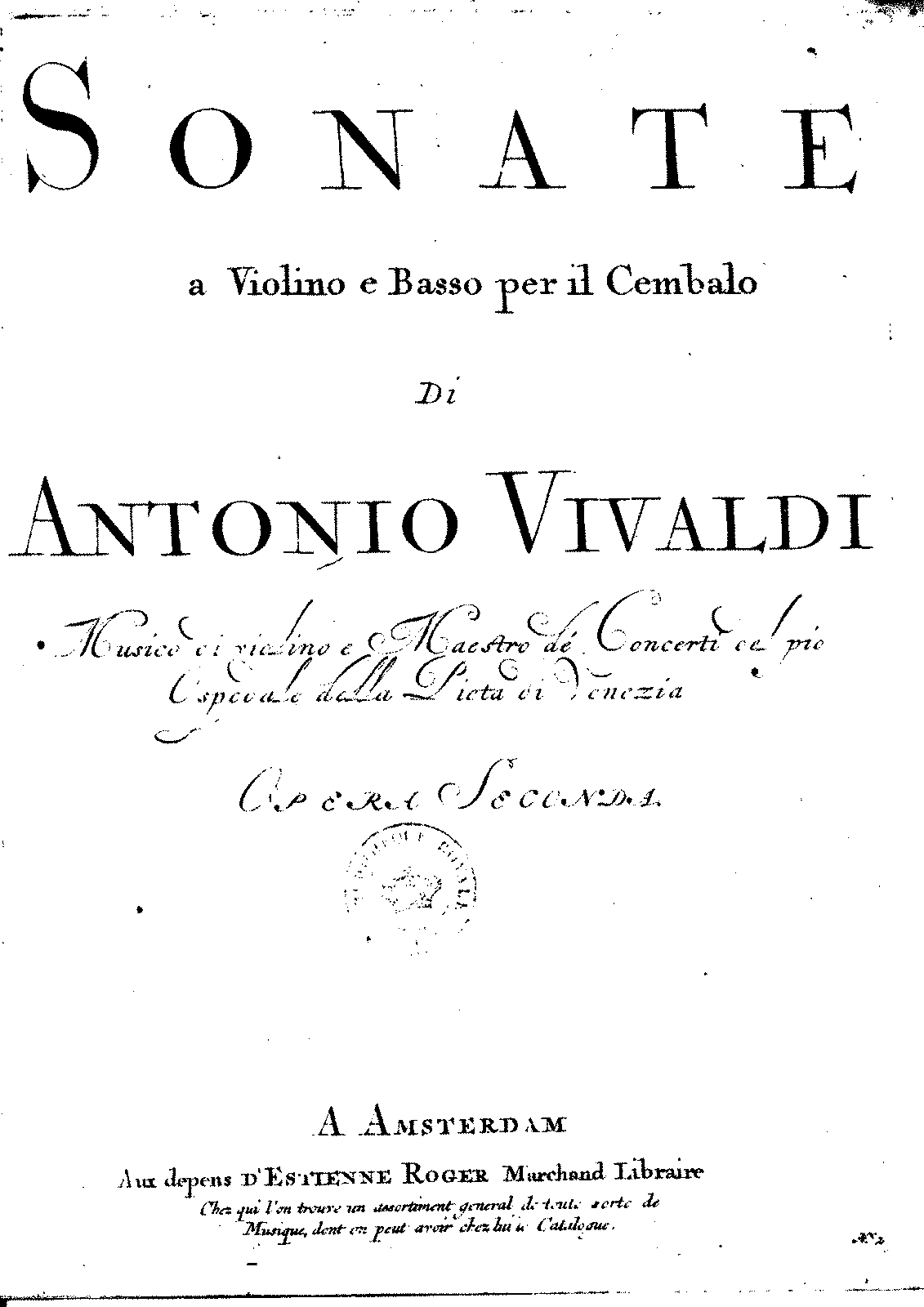
アムステルダムのエティエンヌ・ロジェによる再版の表紙

12のヴァイオリン・ソナタ 作品2 (12 Violino Sonate, Op. 2) は、アントニオ・ヴィヴァルディ作曲による2つ目の出版曲集。ヴィヴァルディは、1709年にヴァイオリンと通奏低音のため12曲のヴァイオリン・ソナタを作曲して、ヴェネツィアの出版社アントニオ・ボルトリ (Antonio Bortoli) から出版し、デンマーク＝ノルウェーの王フレデリク4世に献呈した。曲集には作品番号がないが、1710年にアムステルダムの出版社エティエンヌ・ロジェから作品番号付きで再版された。

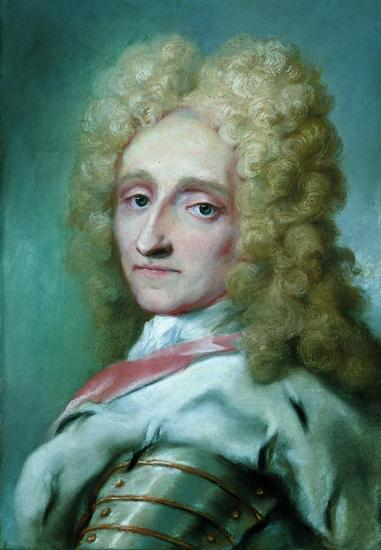
作品2を献呈されたフレデリク4世。1708-9年のヴェネツィア旅行の際に、ロザルバ・カッリエーラによって描かれたパステル画。

## 来歴
ヴィヴァルディは1708年の11月から、1708-09年のカーニバルのシーズンでの販売を目指してボルトリ社のカタログに「作品2」として「チェロ伴奏の」ヴァイオリン・ソナタの出版広告を掲載していたが、いまだ献呈先は存在しなかった。その後1708年の12月29日に、デンマーク＝ノルウェーの王フレデリク4世がヴェネツィアに上陸した。フレデリク4世は自身に対して、「国王ではなく、ただのオーレンボルク伯として扱って頂きたい」とヴェネツィアの上院議会に申し入れ、翌日の午前11時にはピエタを訪問して宗教音楽会に臨んだ。ピエタの記録では、フレデリク4世が「ガスパリーニの代わりのマエストロが、楽器を演奏しながら指揮する」娘たちの歌を聞いたとあるので、不在だったガスパリーニの（おそらくサン・カッシアーノ劇場で公演される自作のオペラの案件のために）代わりにヴィヴァルディがヴァイオリンを弾いて指揮したものと考えられている。フレデリク4世はヴェネツィア各所で催される音楽界や舞踏会に臨席し、ピエタにもたびたび足を運んだ。ヴィヴァルディとボルトリはこの機を逃さず、空欄だった献呈先にフレデリク4世の名を記し、国王がロザルバ・カッリエーラの描いた12人のヴェネツィア娘の精密な肖像画を携えて帰国する1709年の3月6日までに、12曲すべて出版してフレデリク4世に手渡した。出版を急いだためか、この時のボルトリ社発行の出版譜には作品番号が付されておらず、1710年頃にアムステルダムの出版社エティエンヌ・ロジェから『作品2』として再販された。1721年にはロンドンの出版社ジョン・ウオルシュ(John Walsh)から、1730年ごろには同じくロンドンのジョン・ヘア(John Hear)から海賊版が出版された。

## マエストロ・デ・コンチェルティ
作品2の出版譜には、ヴィヴァルディの肩書として「ピエタ慈善院のヴァイオリンのマエストロ（マエストロ・ディ・ヴィオリーノ）にしてコンサートのマエストロ（マエストロ・デ・コンチェルティ）」と記されている。これはヴィヴァルディがピエタの音楽教師であることと、フレデリク4世の御前でヴァイオリンを弾きながら娘たちを指揮したことを示していると思われるが、マエストロ・デ・コンチェルティ (Maestro de Concerti) は1716年にヴィヴァルディがピエタの音楽全般の指導者となったときに拝命した称号でもある。ヴェネツィアの女子音楽学校は、教会に付随する修道院施設という扱いであったので、音楽指導者の名称は修道院のそれに倣って「マエストロ・ディ・コーロ」 (Maestro di Coro) と呼ばれており、それと異なるヴァルディのこの肩書は、ヴィヴァルディ自身の求めによるとも考えられる。

## 作品内容
出版譜の表題は「チェンバロの通奏低音とヴァイオリンのためのソナタ」と記されており、伴奏楽器がカタログのチェロから変更されていることがわかる。これは初めに出版する曲が（当時の習慣に従って）6曲のみだったため、残りの6曲を急いで作曲するための作曲時間の節約が目的の変更と考えられる。各楽章には舞曲楽章が記されており、明記はされていないが、12曲すべて室内ソナタの形をとっている。これはアルカンジェロ・コレッリの作品5『ヴァイオリン・ソナタ集』の後半6曲と同じ構成であり、所々にコレッリの影響が見られるが、ヴィヴァルディの作品1である『トリオ・ソナタ集』程にはコレッリに依存していない。ヴィヴァルディはコレッリの簡潔で均整の取れた書法には順ぜずに、おそらく自身の演奏を前提として作曲され、舞曲名が記されてはいるものの、ダンスの伴奏曲としてではなく、ヴァイオリン曲として華麗な旋律を奏でるように仕上げている（作品2の続編として出版された作品5『6つのソナタ集』では、より堅実な書法を採用している）。

## 曲目
- ソナタ第1番ト短調、RV 27
- ソナタ第2番イ長調、RV 31
- ソナタ第3番ニ短調、RV 14
- ソナタ第4番ヘ長調、RV 20
- ソナタ第5番ロ短調、RV 36
- ソナタ第6番ハ長調、RV 1
- ソナタ第7番ハ短調、RV 8
- ソナタ第8番ト長調、RV 23
- ソナタ第9番ホ短調、RV 16
- ソナタ第10番ヘ短調、RV 21
- ソナタ第11番ニ長調、RV 9
- ソナタ第12番イ短調、RV 32